# Albert le Tyrant
Albert le Tyrant, född 12 september 1946, är en fransk bågskytt. Han deltog vid olympiska sommarspelen 1976.